# Iugoslávia nos Jogos Olímpicos de Verão de 2000
A Iugoslávia participou dos Jogos Olímpicos de Verão de 2000 em Sydney, Austrália.